# Comuna Bijelo Polje
Comuna Bijelo Polje (în muntenegreană Opština Bijelo Poǉe; chirilic: Општина Бијело Поље) este o diviziune administrativă de ordinul întâi din Muntenegru. Reședința sa este orașul Bijelo Polje.